# 方振武
方振武（1885年2月7日—1941年12月）名运策，字叔平，安徽省鳳陽府寿州瓦埠镇人。中华民国军事将领。

## 生平
叔祖父方觉先曾获太平天国王爵之封。祖父方省三，为方觉先从侄。父亲方椿良，字旭初，本業務農外也受過傳統教育，在城內私塾兼職授課，1922年逝。母亲孙氏，生子三人。继母金福莲（1875-1957）生二子、二女。兄方运震早殁，弟运廷、运鉴、运朋，妹运兰、运月。　
方家在經濟上並不富裕，方振武幼年無力接受教育，青年時代開始瓦埠鎮街上賣水謀生。在青年時代因方振武與同鄉豪族發生衝突，最後受逼離鄉潛逃。

### 軍旅生涯
離鄉潛逃後，方振武進入安慶武備練軍學堂（後安徽武備學堂），並成為最初以徵兵制入取的清末新軍序列。武備學堂畢業後，方振武進入陸軍第九鎮第三十一混成協砲營從軍，並加入中國同盟會。
光緒三十二年（1907）7月，參與徐錫麟發動的安慶起義，該次行動失敗，方振武也被逮捕監禁，後在同盟會會員的賄賂下得以逃獄。後改名重新加入陸軍第二鎮第三協錙重營從軍。辛亥革命後，方振武脫隊返回華中，參與李徵五所率領的上海光復軍。後投入攻佔南京的作戰，此後轉入由冷遹（冷御秋）指揮的國民第一軍第三師錙重營，擔任營長，後升任中校，並結識了張宗昌。國民第一軍後與其它部隊組成北伐軍，和張勳率領的定武軍與山東清軍混編部隊在安徽省固縣交戰，該戰北伐軍勝利，並將張勳部隊擊退至徐州。
民國二年（1913）二次革命時，第三師表態支持孫中山，與親近袁世凱的部隊作戰敗北，隨冷遹逃亡日本。在日本期間進入革命黨開辦的軍校浩然学社和日本尚武学校学习军事。1914年（民国3年），加入中華革命党，成為孫中山在軍事上的協助者之一。民國六年（1917）返國後進入廣州護法軍政府，參與護法戰爭，任護法軍政府海軍陸戰隊司令。民國十年（1921）5月改任北伐軍大隊長，同年10月，孫中山號令部隊北伐。方振武部隊與许崇智出师北江，旋因陈炯明立場表達反對，廣州中華民國政府內部也出現分裂解體，北伐失败。方振武部隊在無法確保给養的情況下陷入困境，雖然仍持續從江西北上安徽南部，原本方振武希望可以直接帶槍投靠浙江軍閥卢永祥，但盧永祥不將其視為可用戰力，而是在浙西开化直接用武力逼迫該部隊繳槍解散。失去軍隊的方振武只能下野寓居上海。
民國十三年（1924）9月，江浙戰爭（齐卢战争）爆發，方振武向盧永祥自薦，盧永祥啟用方振武後，授命為浙江督軍署別動隊司令，由浙江聯軍第二軍副司令楊化招指揮，楊化招則將其編入張義純指揮的第24混成旅團長兼第1支隊使用。別動隊的規模約有600人，組成主要是安徽省籍流亡到上海的平民與失業工人，任務主要是後方支援，在浏河嘉定一带做策应和联络。江浙戰爭結果是盧永祥戰敗，方振武將部隊繳械給上海總商會後解散部隊，再度成為無兵之將。
在同一時間，中國北方發生第二次直奉战争，直系垮台，奉军进驻关内。失去部隊的方振武北上天津，投奔舊識张宗昌。張宗昌任命方振武為鎮威軍先遣第二梯队少将司令，參謀長阮玄武上校。該部隊主力部隊為振威軍第74團，該團起源
則是被李景林繳械解編的陸軍第23師（師長王承斌）。74團下轄3个步兵营（营长顾震、盛祥生、郑植）、1个迫击炮连（连长魏锡光）、1个机枪连（连长李尚德），共2,000多人，重編後先是在天津賽馬場進行訓練，缺乏的武器則由張宗昌的部屬褚玉璞協助籌措。
民國十四年（1925）元旦發兵南下，以奉系先鋒部隊的身分南下佔領了江蘇省浦口、龙潭、镇江直至上海闸北，驻兵昆山，并在家乡寿县、凤台一带组建一个教练营，营长阮玄武，参谋长改为苏致臣。同年5月，74團隨張宗昌進軍山東省，收編山東陸軍混成第7旅（旅長胡翼儒）留在惠民县的2个步兵营、1个炮兵连、1个机枪连，並組成一支團級部隊，團長史晟恩，由於方振武旗下部隊擴張到兩個團，部隊名稱也改為山東陸軍第六旅，旅長由方振武擔任。此時第六旅有兩個主力團；第一团团长史晟恩、方部编为第二团团长顾震，都是張宗昌的干部。方振武的应对办法是把各营拆开编入两个团：
- 第一团团长史晟恩
  - 第一营营长丁
  - 第二营营长盛祥生
  - 第三营营长郑植
- 第二团团长顾震
  - 第一营营长王云阁
  - 第二营营长韩
  - 第三营营长阮玄武
    - 第九连连长鲍刚

同年秋季，山東陸軍第六旅升格，成為
1925年秋，方振武升任直魯聯軍第24師師長兼兗州鎮守使，旗下部隊包括：
- 山東陸軍第六旅，旅长史晟恩
  - 第一团团长史晟恩（兼）
  - 第二团团长顾震
- 山東陸軍第七旅，旅长方振武兼任，无部队

在肥城县与入侵山東省的河南省軍閥国民二军作战时，方振武把顧震撤职，任命阮玄武为第二团团长，郑植为第三团团长，张义诚继任第一团第三营营长（后在汶河作战阵亡），鲍刚继任第二团第三营营长。第三团則是從現有的各营抽调人员编成。师参谋长苏致臣，师部秘书长方植之（方振武堂叔）。冯玉祥派徐谦联络策反方振武。
1926年（民国15年）1月15日，方振武扣押了史晟恩，率部队一夜走了八十里开到郓城县以西，发表通电宣布脱离直魯聯軍，转投馮玉祥率领的国民軍，自任为国民军第五军军长，在临濮集渡过黄河西进濮阳休整。1926年3月底，方振武率部沿京汉路辗转北上，开到北京附近长辛店、牛栏山。出任国民軍第5軍軍長。这时，由于直、奉的联合进攻，冯玉祥已被迫下野，3月22日国民一军放弃天津，4月15日又由北京撤往南口。方振武率部担任掩护，任务完成后也西撤宣化休整。直奉联军发动晋北战役，方振武为国民军东路副总司令，在天镇、阳高、应县、浑源作战。1926年8月国民军总退却，方部移驻五原县。1926年9月17日五原誓師后，任国民聯軍第2軍軍長，并兼任中国国民党国民聯軍最高特别党部執行委員。国民联军第五军奉命救援被围城的西安，由五原经宁夏、固原、平凉、乾州到咸阳，先解猴儿寨被围的赵登禹部，继与刘汝明等部进攻围攻西安的刘镇华镇嵩军，使被困8个月之久的西安军民于1926年11月27日重见天日。 
国民联军出潼关参加北伐战争，为第三方面军总指挥。方振武率部过华阴，出潼关，沿陇海路东进，击败奉军万福麟部，占灵宝、陕州，克新安。先后攻占洛阳、郑州、南阳、襄樊等地，并一路扩充队伍，实力发展到3个军及直属部队、特种部队，共5万多人。1927年（民国16年）6月，历任国民革命軍第2集团軍第3方面軍总指揮兼河南省政府委員。模仿武汉军事政治学校组建了军事政治干部学校，自任校长，共产党员张兆丰与国民党左派余亚农为副校长，魏昆山为教育长，学员后分到第六路军各部从事政治工作。

### 国民革命军时期
驻襄樊期间，方振武在进军路线、给养补充等问题上和冯玉祥发生了一些矛盾，宣布脱离冯玉祥的国民革命军第二集团军，接受武汉国民政府委任的“国民革命军中央直属第九方面军总司令”之职。不久参加了南京方面“讨唐(生智)”，历任国民革命軍第11路总指揮、第一集团軍第四军团总指挥，辖國民革命軍第三十四軍(军长阮玄武)、國民革命軍第四十一軍(军长方振武兼)、國民革命軍第四十二軍(军长马文德)。二次北伐中，1928年5月1日任济南衛戌司令、左路軍总指揮。奉军败走关外，方振武率部进驻北平古北口。
1929年初，军队缩编，方振武改任國民革命軍第45師師長，驻古北口。1929年（民国18年）3月，当选中国国民党中央執行委員。
1929年3月蒋桂战争爆发，蒋介石发表方振武为讨逆军第六路总指挥，奉命从津浦路南下，第一步开到德州、禹城、平原一带。4月初，由于蒋介石收买了俞作柏、李明瑞等，新桂系内部分化，蔣桂戰爭迅速以南京政府方勝出。1929年5月任安徽省政府主席，所部第44师、第45师在许昌驻防。1929年7月底第45师调入安徽剿匪。然而，方振武政治立場開始偏向反蔣中正一派，並與韓復榘、石友三等實力派軍人策劃反蔣，同年9月中旬，方振武被南京政府以開會名義誘騙至南京逮捕，關押湯山監獄。蒋介石下令撤销第六路军总指挥部，由方鼎英和方策强行接收点编第44师、第45师。而後44師、45師自行發動反蔣兵變，兵敗。1930年（民国19年）10月，遭到剥夺中国国民党党籍1年的处罚。
1931年九一八事变后，蒋介石下野前夕，于当年10月，李济深、方振武等获释。方振武恢復中國國民黨中央委員會執行委員身分，但無獲得軍事職務補償，住上海法租界。此後的方振武在政治派系上與馮玉祥較為密切，但並未成為實際的結盟關係。

### 抗日同盟軍時期
1932年12月20日，方振武变卖家产筹集经费，抵达山西介休的独立第二师（师长鲍刚），率领旧部改称为抗日救国军，自任总指挥，参谋长阮玄武，辖第二师鲍刚（辖王中孚团、刘子斌团、乔明礼团）、第三师张人杰。从介休出发经平遥、襄垣、黎城，出东阳关，经涉县、武安，从平汉路北上行至石家庄附近，北平军分会委员长何应钦奉命派商震第三十二军在保定拦阻，方振武部改道进入太行山区，阮玄武和张人杰带着第三师为前队，方振武带着第二师王中孚团居中，鲍刚带着第二师的刘子斌团、乔明礼团殿后。鲍刚部队在后面停止不进，并在涞源发出通电，宣布与方振武脱离关系。
抗日救国军只有张人杰的一个师(3000余人)和王中孚团，经定县、唐县、灵丘、广灵、蔚县于1933年4月底抵达察哈尔省宣化。
1933年（民国22年）5月，参加吉鴻昌的察哈爾民众抗日同盟軍，任前敌总司令兼北路前敵总指揮。其后，在蒋介石的压力下，8月抗日同盟軍被迫解散，方振武与吉鸿昌在独石口把部队改为“抗日讨贼联军”，推选方振武为总司令。在昌平小汤山兵败，逃往香港。在香港，方振武加入中華民族解放行動委員会。
1935年留洋。1937年七七事变后回国，面见蒋介石要求参加抗日。1938年（民国27年）3月当选国民党第五届中央委員。在桂林闲住。后被迫避居香港九龙丹桂村。
1941年（民国30年）12月，日軍占领香港，方振武把家人（夫人、两个儿子、一个女儿）寄住刘熙众家，只身潜赴内地，途中在广東省中山县被戴笠指挥的忠义救国军截获暗殺。享年60岁。此后，方振武後人世居香港。

## 家庭
- 四子方心讓：骨科醫生，曾任香港醫學會會長
- 孫女陳方安生：長子方心誥之女，政治人物，港英時代末代及第一位華人布政司及香港特別行政區成立後首任政務司司長。
- 孫女方敏生：方心讓之女，社工，香港社會服務聯會前行政總裁

## 軼事
方振武於1936年曾赴加拿大溫哥華，獲當地僑胞熱烈歡迎，離開溫哥華時機場熱烈歡送，並贈劍留念。